# Slawonien
Slawonien (auch Slavonien; kroatisch Slavonija, lateinisch Slavonia, ungarisch Szlavónia; das „Slawenland“) ist eine Region im Osten Kroatiens und gilt als dessen Kornkammer. Sie erstreckt sich von Serbien aus in Ost-West-Richtung über eine Länge von etwa 150 km zwischen Südungarn und Bosnien. Einen Großteil der Fläche Slawoniens nehmen die Ebenen zwischen den großen Donau-Nebenflüssen Save und Drau ein. Im Osten reicht es bis zur Donau und der serbischen Grenze.

## Geographie

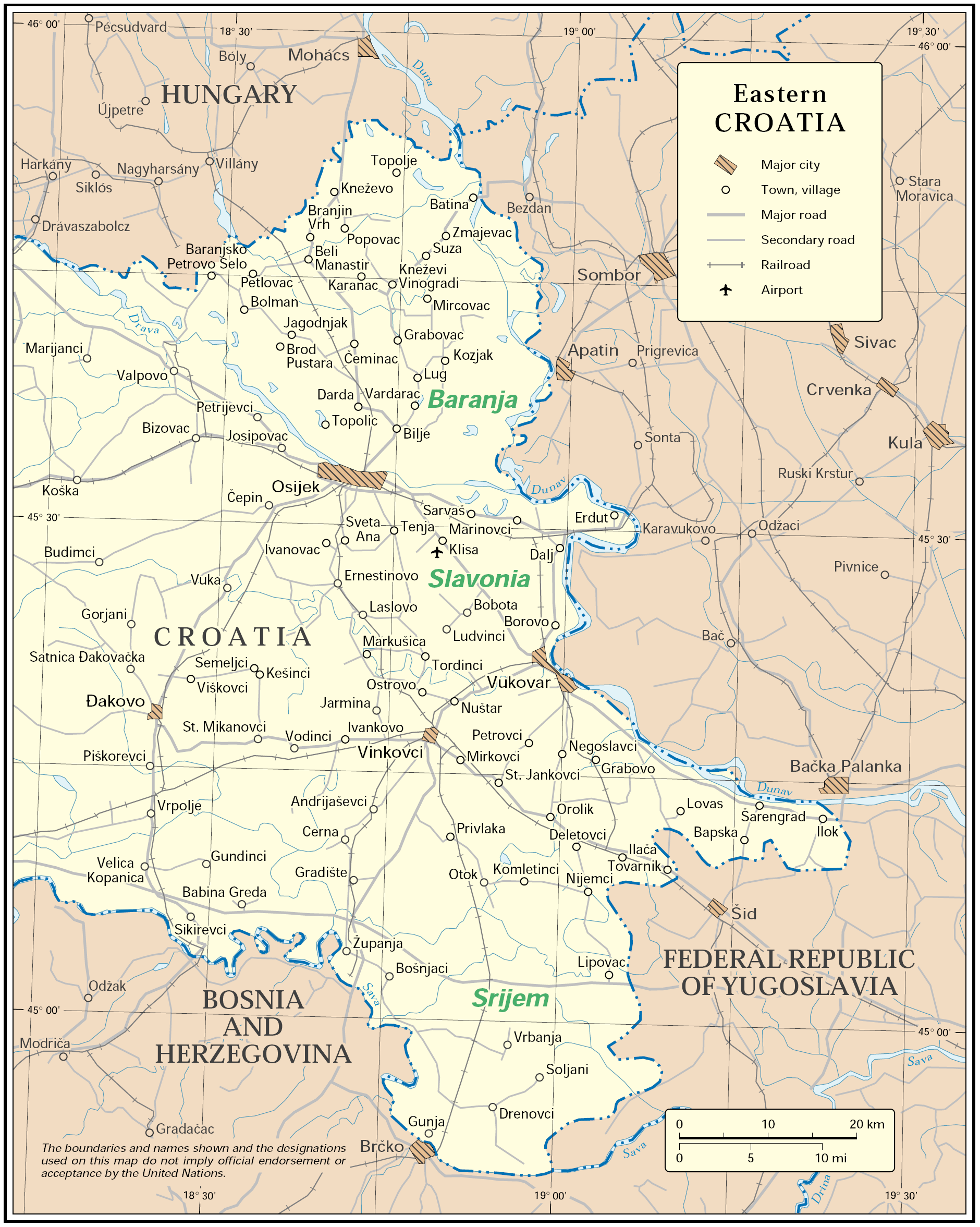
Karte von Ostslawonien

Slawonien besteht im Norden, Süden und Osten überwiegend aus dem Flachland der pannonischen Tiefebene; im Westen und der Mitte erstreckt sich ein isoliertes Mittelgebirge mit den Gipfeln Papuk (953 m), Dilj (461 m) und Psunj (984 m). Die Region erstreckt sich in Ost-West-Richtung zwischen der Drau (Nordgrenze zu Ungarn) und der Save (südliche Grenze zu Bosnien-Herzegowina) und reicht im Osten bis zur Donau, der Grenze zu Serbien. Die Westgrenze Slawoniens ist geographisch nicht eindeutig festgelegt.

### Bevölkerung und Nationalitäten
Die Bevölkerung Slawoniens besteht zur großen Mehrheit aus ethnischen Kroaten. Die größte nationale Minderheit sind Serben. Daneben gibt es eine Vielzahl kleinerer Nationalitäten, darunter auch in Ostslawonien eine deutschsprachige Minderheit von etwa 3.000 Menschen.
Bevölkerung nach kroatischer Gespanschaft
Daten der Volkszählung von 2011 für die in Slawonien gelegenen Gespanschaften:
| Gespanschaft                                                       | Einwohnerzahl (Volkszählung 2011) | davon Kroaten     | sonstige Volksgruppen |
| ------------------------------------------------------------------ | --------------------------------- | ----------------- | --- |
| Gespanschaft Virovitica-Podravina (Virovitičko-podravska županija) | 84.836 (100,00 %)                 | 77.897 (91,82 %)  | 6.939 (8,18 %): davon 5.144 Serben (6,06 %)                                                                                    |
| Gespanschaft Osijek-Baranja (Osječko-baranjska županija)           | 305.032 (100,00 %)                | 262.004 (85,89 %) | 43.028 (14,11 %): davon 23.657 Serben (10,53 %) und 8.249 Magyaren (2,70 %)                                                    |
| Gespanschaft Požega-Slawonien (Požeško-slavonska županija)         | 78.034 (100,00 %)                 | 70.529 (90,38 %)  | 7.505‬ (9,62‬%): davon 4.680 Serben (6,00 %)                                                                                     |
| Gespanschaft Brod-Posavina (Brodsko-posavska županija)             | 158.575 (100,00 %)                | 150.632 (94,99 %) | 7.943 (5,01 %): davon 4.124 Serben (2,60 %) und 1.178 Roma (0,74 %)                                                            |
| Gespanschaft Vukovar-Syrmien (Vukovarsko-srijemska županija)       | 179.521 (100,00 %)                | 142.135 (79,17 %) | 37.386 (20,83 %): davon 27.824 Serben (15,50 %), 1.746 Bosniaken (0,97 %), 1.427 Russinen (0,79 %) und 1.185 Slowaken (0,66 %) |

### Größte Städte
Die größten Städte Slawoniens sind (Einwohnerzahlen nach der Volkszählung von 2021):

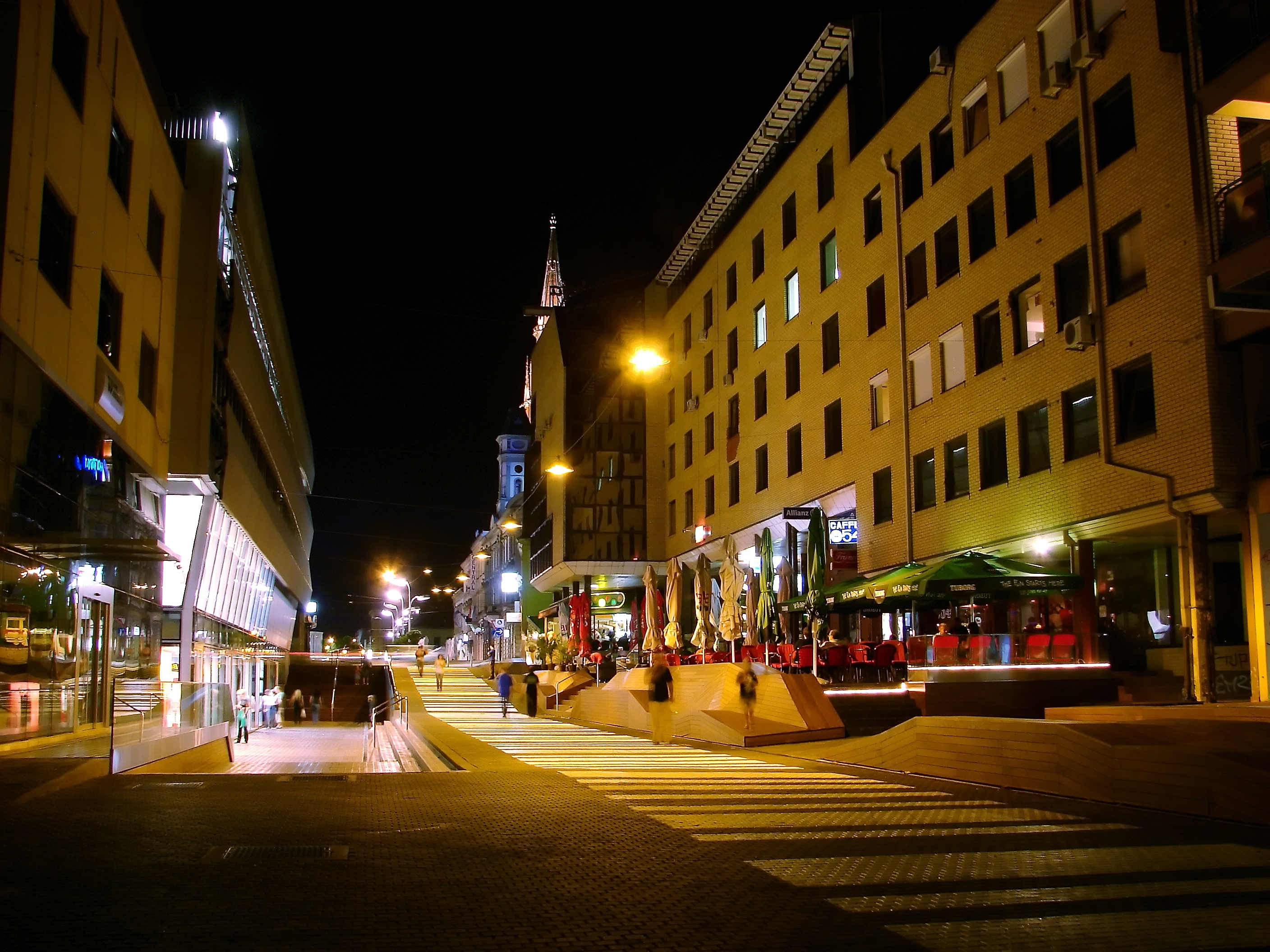
Osijek

1. Osijek 96.848
2. Slavonski Brod 50.039
3. Vinkovci 31.057
4. Đakovo 23.687
5. Vukovar 23.536
6. Požega 22.364
7. Virovitica 19.366
8. Našice 14.336
9. Nova Gradiška 11.719
10. Slatina 11.524

## Politische Gliederung
Das Gebiet Slawoniens ist heute administrativ in fünf Gespanschaften (kroatisch županije) eingeteilt. Dies sind:
| Flagge | Wappen | Kroatische Bezeichnung (Županija) | Deutsche Bezeichnung              | Karte | Fläche (km²) | Einwohnerzahl (2001) | Verwaltungssitz | geographische Lage |
| ------ | ------ | --------------------------------- | --------------------------------- | ----- | ------------ | -------------------- | --------------- | --- |
|        |        | Virovitičko-podravska županija    | Gespanschaft Virovitica-Podravina |       | 2.021        | 93.389               | Virovitica      | längs der Drau an der Grenze zu Ungarn                                                                                |
|        |        | Osječko-baranjska županija        | Gespanschaft Osijek-Baranja       |       | 4.149        | 330.506              | Osijek          | umfasst das nordöstliche Slawonien um die Stadt Osijek herum und den kroatischen Teil der Baranja (nördlich der Drau) |
|        |        | Požeško-slavonska županija        | Gespanschaft Požega-Slawonien     |       | 1.821        | 85.831               | Požega          | im mittleren Slawonien zwischen der Gespanschaft Virovitica-Podravina und der Gespanschaft Brod-Posavina              |
|        |        | Brodsko-posavska županija         | Gespanschaft Brod-Posavina        |       | 2.027        | 176.765              | Slavonski Brod  | längs der Save an der Grenze zu Bosnien-Herzegowina                                                                   |
|        |        | Vukovarsko-srijemska županija     | Gespanschaft Vukovar-Syrmien      |       | 2.448        | 204.768              | Vukovar         | umfasst den östlichsten Teil Slawoniens um Vukovar herum an der Grenze zu Serbien                                     |

## Geschichte
In Slawonien waren die ersten bekannten Bewohner die Skordisker, später die Pannonier, welche von Kaiser Augustus unterworfen wurden. Das Land gehörte anschließend zur Provinz „Pannonia inferior“, hatte aber auch den Namen „Pannonia Savia“. Zum Schluss der großen Völkerwanderung füllten Slawenstämme unter awarischer Oberhoheit das Land zwischen Drau und Save (siehe hierzu Landnahme der Slawen auf dem Balkan) und gerieten als pannonische, mit Kroaten nochmals vermischte Slawen unter fränkische Herrschaft, von welcher später das anschließende Sirmien, der einstige Gau der Römerstadt Sirmium, bei den Byzantinern den Namen „Frankochorion“ führte.

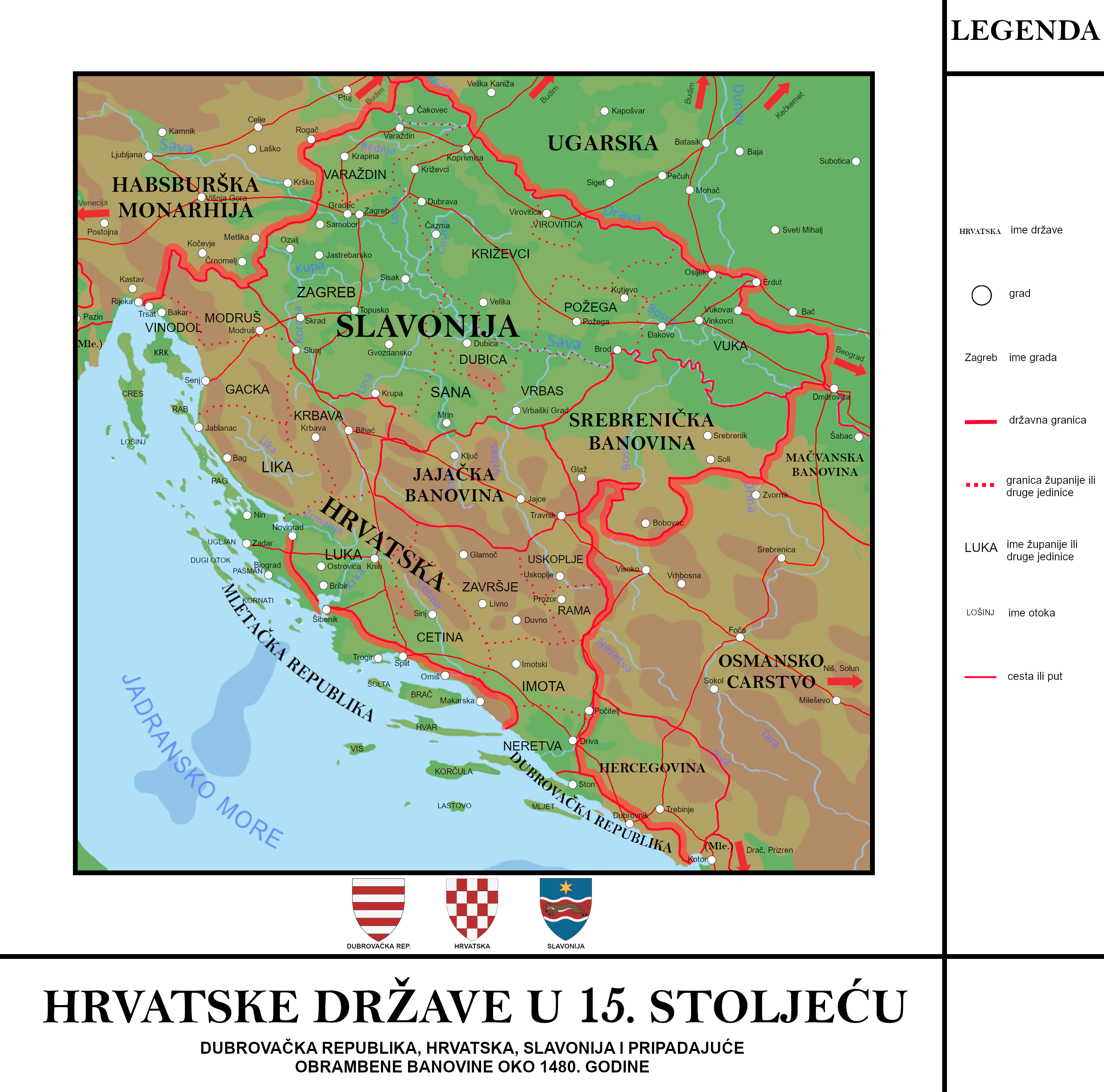
Slawonien im 15. Jahrhundert

Das Zwischenstromland der Drau und Save geriet seit dem Emporkommen der kroatischen Fürsten unter deren Herrschaft und hieß ungarisch „Tótország“, „Slavonia“ im lateinischen, „windisches“ Land im deutschen Sprachgebrauch, zum Unterschied vom südlich angrenzenden Altkroatien (ung. „Horvátország“). Erst nach wiederholten Kämpfen mit dem byzantinischen Kaiserreich blieb das Gebiet seit 1165 endgültig in ungarischem Besitz. Seit Vladislav II. 1491–1516 gesellte sich dann zum ungarischen Königstitel rex Dalmatiae et Croatiae (Dalmatien und Hochkroatien) der Beisatz et Slavoniae.
Die Grenzen des historischen Territoriums, auf das sich der Name Slawonien bezieht, haben sich im Laufe der Zeit deutlich verschoben. Im Mittelalter wurde der gesamte in der Donau- und Savetiefebene gelegene Teil des damaligen Königreiches Dalmatien, Kroatien und Slawonien als Slawonien (lateinisch Regnum Slavoniae) bezeichnet. Das politische Zentrum des mittelalterlichen Slawoniens war die heutige kroatische Hauptstadt Zagreb.

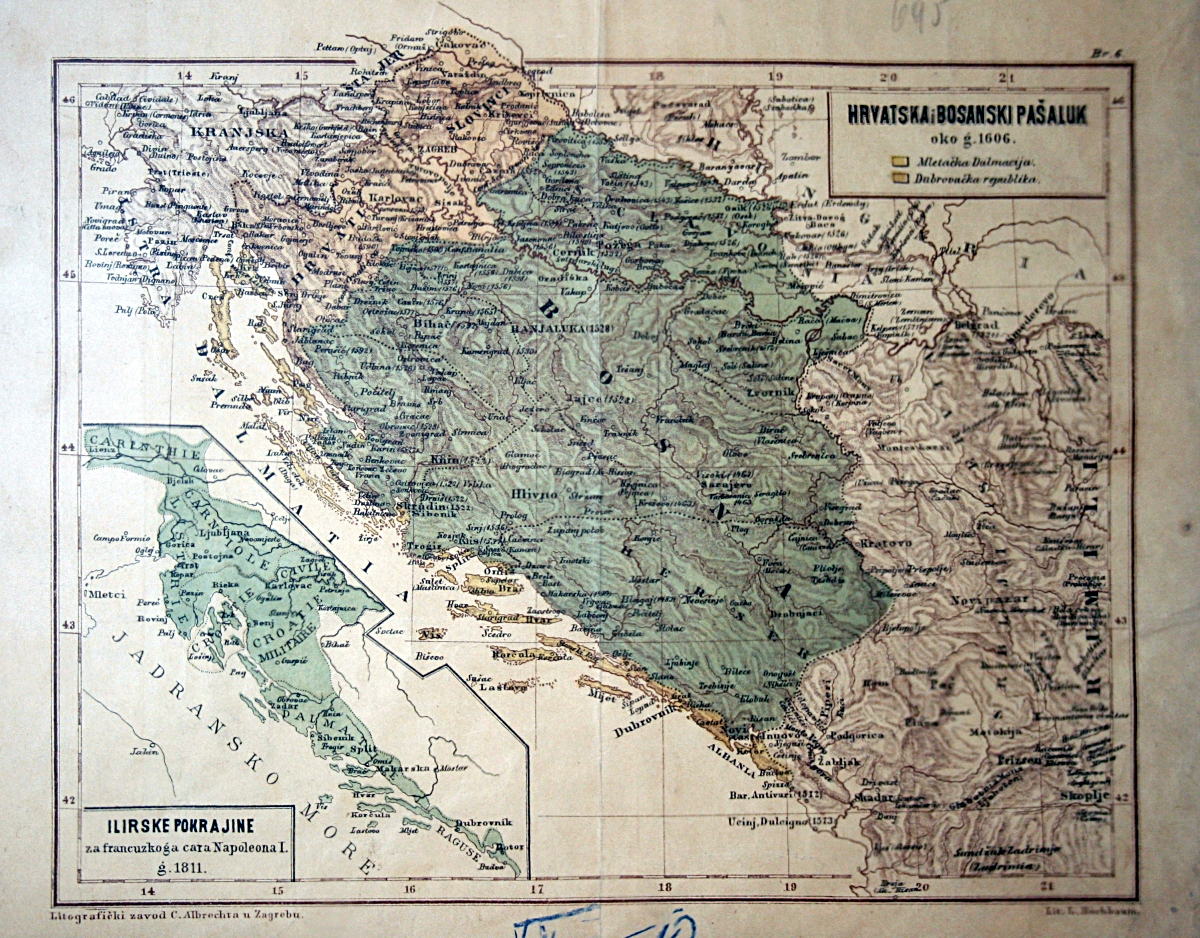
Slawonien war um 1606 von Türken erobert

Nachdem infolge der türkischen Eroberungen im 16. Jahrhundert der größte Teil des Königreiches Dalmatien, Kroatien und Slawonien mit Ausnahme des Gebietes um Zagreb vom Osmanischen Reich erobert worden war, wurde Kroatien von Slawonien im engeren Sinn (Virovitica, Požega und Sirmien) unterschieden. Zagreb wurde infolgedessen politisches Zentrum des Restgebietes, also des westlichen Teils des mittelalterlichen Slawoniens. Der Name Slawonien bezeichnet seitdem nur noch den östlichen Teil dieses Gebietes.
Unter Kaiser Leopold I. wurde ganz Slawonien zurückerobert. Im Karlowitzer Frieden wurde es 1699 an Österreich abgetreten und das Königreich S(c)lawonien gebildet. Während der Süden Slawoniens als Militärgrenze zum Osmanischen Reich eingerichtet wurde, kam der Norden großteils als Belohnung in den Besitz von Generälen und Adligen, die sich an den Türkenkriegen beteiligt hatten.
Um das fruchtbare, aber durch ständige Kriege im Grenzbereich zum Osmanischen Reich weitgehend entvölkerte Land zu stabilisieren, wurden Wehrbauern und Siedler aus der gesamten Habsburgermonarchie, aber auch aus Südwestdeutschland (Donauschwaben) und aus den von den Osmanen kontrollierten Teilen Südosteuropas ins Land geholt. Daher hat Slawonien seit Jahrhunderten eine sehr gemischte ethnische Zusammensetzung.
1849 wurde das Königreich Kroatien und Slawonien gebildet, das nach 1867 als autonomes Land Teil der ungarischen Reichshälfte wurde, während Dalmatien zu Cisleithanien geschlagen wurde und damit bei Österreich verblieb. Als Teil des Ungarisch-Kroatischen Ausgleichs erhielt das dreieinige Königreich Kroatien, Dalmatien und Slawonien zwar einen historischen Status; erlaubt wurden beiden Entitäten eine gemeinsame Flagge und Symbole. Entgegen dem Wunsch der kroatischen Bevölkerungsmehrheit blieb jedoch eine formelle Vereinigung des Königreichs Kroatien und Slawonien mit Dalmatien aus.
Nach dem Ersten Weltkrieg entstand der jugoslawische Staat aus den vorher unabhängigen Königreichen Serbien und Montenegro sowie dem Königreich Kroatien und aus Slawonien und Dalmatien. Der östliche Teil Srijems wurde von Slawonien abgetrennt und gehört heute zur Vojvodina.
Der Osten und Westen Slawoniens, der dem jugoslawischen Teilstaat Kroatien zugeordnet worden war, war im Kroatien-Krieg hart umkämpft und wurde im Rahmen der UNTAES-Mission (United Nations Transitional Administration for Eastern Slavonia, Baranya and Western Sirmium) wieder nach Kroatien eingegliedert.
Die Ortschaft Čigoć wurde 1994 zum europäischen Storchendorf erklärt.

## Wirtschaft und Tourismus
Berühmte Spezialitäten Slawoniens sind der Kulen (eine pikante Hartwurst) und die Weißweine von Kutjevo, Ilok und Đakovo.
Im Naturpark Kopački rit befinden sich Auen- und Eichenwälder. Bekannt ist auch die slawonische Eiche, die weltweit exportiert wird.
Die weiten Ebenen, die Auen der Save und die waldreichen Hänge des Papuk und der Bilogora bieten Lebensraum für Hoch- und Niederwild und werden von zahlreichen Jagdtouristen besucht.

## Berühmte Slawonen

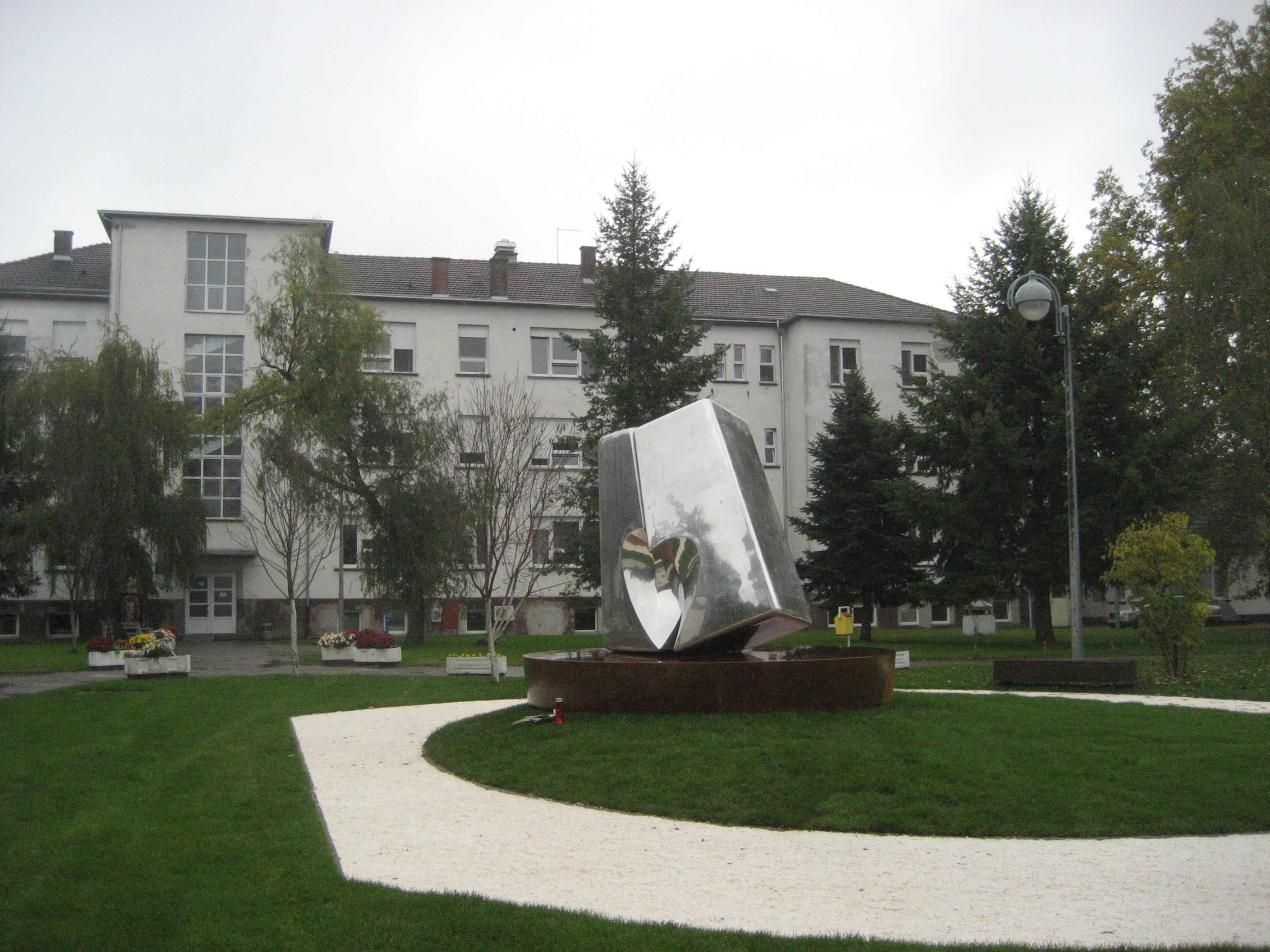
Denkmal vor dem Krankenhaus in Vukovar

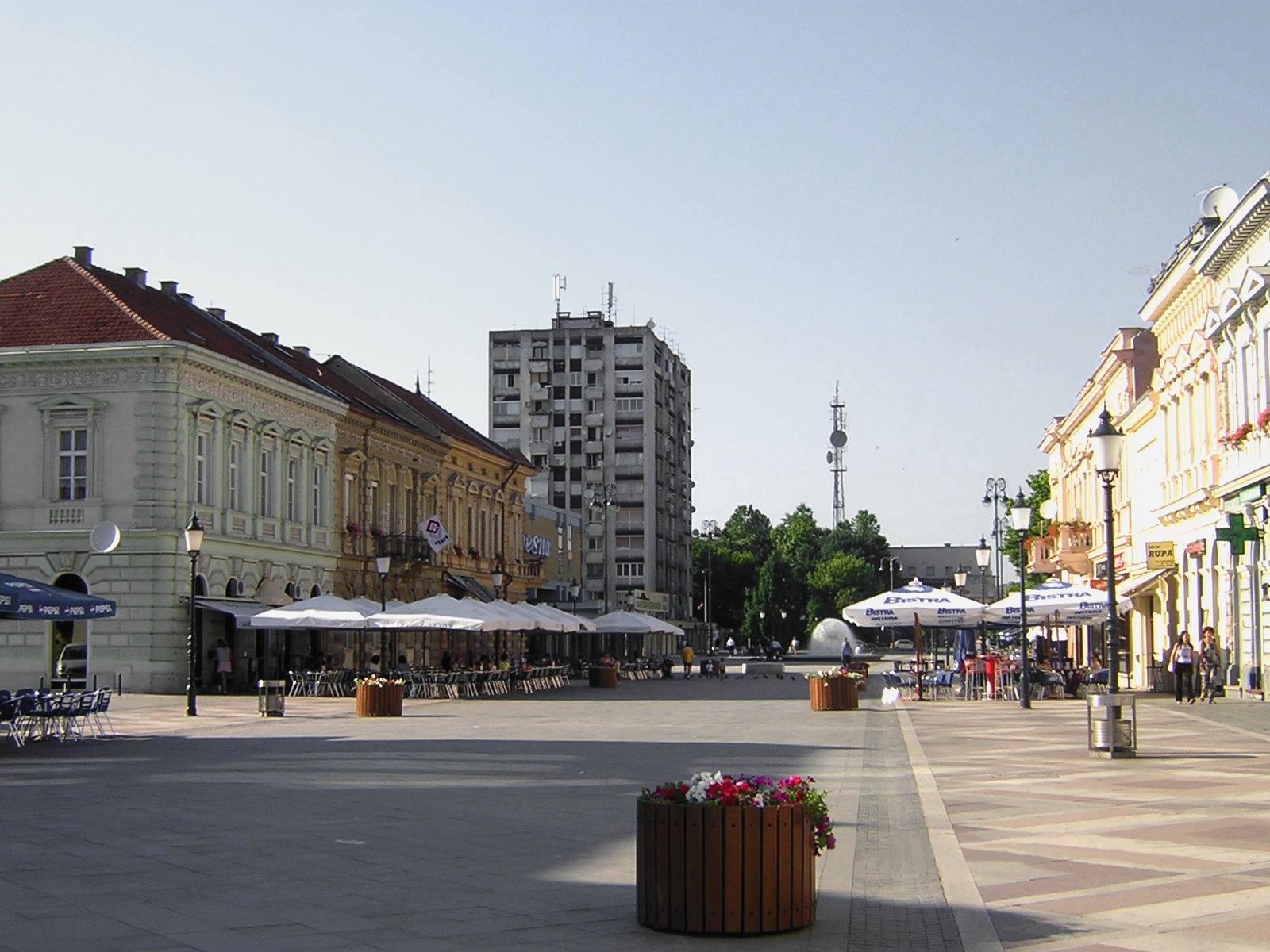
Slavonski Brod

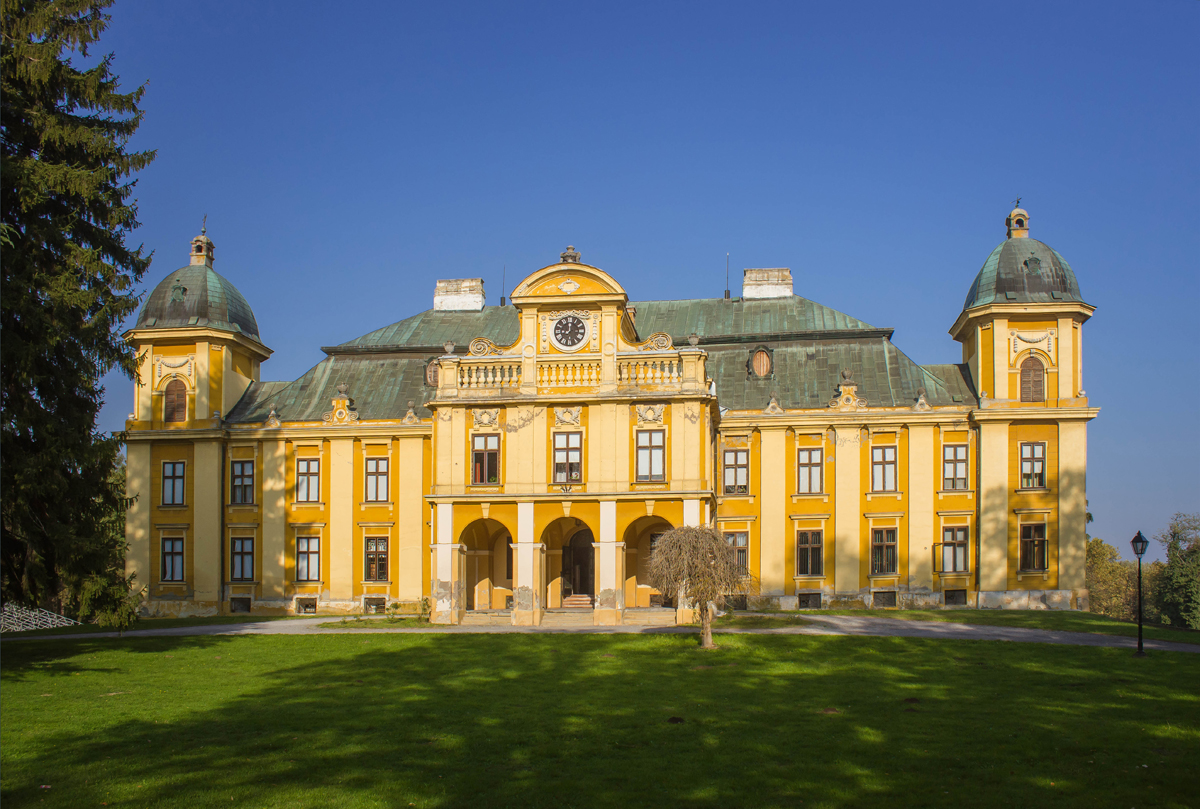
Schloss Pejačević in Našice

- Josip Juraj Strossmayer (1815–1905), Bischof, katholischer Theologe sowie Politiker
- Dora Pejačević (1885–1923), Komponistin
- Miroslav Škoro (* 1962), Musiker, Moderator und Politiker
- Davor Šuker (* 1968), Fußballspieler
- Mirko Filipović (CroCop) (* 1974), MMA- sowie K-1-Kämpfer
- Vladimir Šeks
- Lavoslav Ružička (1887–1976), Chemiker und Hochschullehrer
- Matija Petar Katančić
- Luka Ibrišimović
- Josip Kozarac
- Antun Gustav Matoš (1873–1914), Schriftsteller
- Franjo Kuhač (1834–1911), Musikpädagoge, Musikhistoriker und Volksmusikkundler
- Franjo Hanaman (1878–1941), Erfinder, Ingenieur und Chemiker
- Ivan Meštrović (1883–1962), Bildhauer und Architekt
- Dobriša Cesarić (1902–1980), Dichter
- Josip Hamm
- Bratoljub Klaić
- Pavao Pavličić (* 1946), Schriftsteller, Verfasser, Essayist, Autor, Szenarist, Übersetzer, Literaturtheoretiker und Universitätsprofessor
- Siniša Glavašević (1960–1991), Journalist
- Fabijan Šovagović
- Vanja Radauš
- Stipe Mesić (* 1934), Politiker
- August Harambašić (1861–1911), Dichter, Schriftsteller, Publizist, Übersetzer und Politiker
- Isidor Kršnjavi
- Grigor Vitez
- Franjo Fuis
- Ivica Olić (* 1979), Fußballspieler und -trainer
- Mario Mandžukić (* 1986), Fußballspieler

### Historische Topographie
- Ignaz de Luca: Illyrien: Das Königreich Slawonien. Geographisches Handbuch von dem Oestreichischen Staate, 4. Band  Ungern, Illyrien, und Siebenbürgen. Verlag J. V. Degen, Wien 1791, S. 427–440 (Google eBook, vollständige Ansicht).
- Friedrich Wilhelm von Taube: Historische und geographische Beschreibung des Königreiches Slavonien und des Herzogthumes Syrmien, Band 1. 1777.
- Friedrich Wilhelm von Taube: Historische und geographische Beschreibung des Königreiches Slavonien und des Herzogthumes Syrmien. Band 2. Leipzig 1777 (google.com).
- Friedrich Wilhelm von Taube: Historische und geographische Beschreibung des Königreiches Slavonien und des Herzogthumes Syrmien. Band 3. Leipzig 1778 (google.com).